# Ewald Balser
Ewald Balser, född 5 oktober 1898 i Elberfeld, Kejsardömet Tyskland, död 17 april 1978 i Wien, Österrike, var en tysk skådespelare inom teater och film. På film tolkade Balser ofta historiska personer. Han spelade bland annat huvudroller som Rembrandt, Götz von Berlichingen och Ludwig van Beethoven.

## Filmografi, urval
- 1938 – Hon kommer inte till middagen
- 1939 – Befriade händer
- 1940 – Isabel och kärleken
- 1942 – Rembrandt - målaren och hans modeller
- 1943 – Det gudomliga lättsinnet
- 1948 – Den förlorade sonen
- 1949 – Tonernas värld
- 1954 – Den store kirurgen
- 1955 – Barn, mödrar och en general
- 1958 – Brott på ljusa dagen
- 1958 – Jungfruburen